# Bag (Ungarn)
Bag ist eine ungarische Großgemeinde im Komitat Pest. Sie gehört zum Kreis Aszód.

## Geschichte
Bag wurde 1394 unter dem Namen Baag erstmals urkundlich erwähnt.

## Partnerschaften
Bag unterhält seit 1996 partnerschaftliche Beziehungen mit der nordhessischen Gemeinde Malsfeld.